# Šroubovice

Příklad šroubovice se souřadnicemi pro od 0 do

Šroubovice je trojrozměrná křivka, která má tu vlastnost, že tečny ve všech jejích bodech mají stejný úhel vzhledem k pevně dané přímce nazývané osa šroubovice. Odpovídá pohybu bodu, který se zároveň pohybuje rovnoměrně podél oné osy a zároveň ji rovnoměrně obíhá po kružnici. Úsek odpovídající jednomu oběhu kolem kružnice se přitom nazývá závit a vzdálenost jeho koncových bodů se nazývá výška závitu. Šroubovici lze popsat třemi parametry: poloměrem zmíněné kružnice, výškou závitu a tím, zda se jedná o šroubovici pravotočivou, nebo levotočivou. Zmíněný poloměr je zároveň poloměrem rotační válcové plochy, v které celá šroubovice leží.
Šikmým průmětem šroubovice do roviny kolmé na její osu vzniká cykloida, kolmým průmětem do stejné roviny vzniká kružnice.

## Parametrické rovnice
V kartézské soustavě souřadnic má obecná pravotočivá šroubovice, jejíž osou je souřadná osa z, základní parametrické rovnice:
{\displaystyle x=a\cos t}
{\displaystyle y=a\sin t}
{\displaystyle z=bt}
kde hodnota a představuje poloměr rotační válcové plochy, hodnotou b je ovlivněna výška závitu, která je 2πb, a t je parametr z oboru reálných čísel. Vzhledem k rotačnímu charakteru je jednodušší vyjádření této šroubovice ve válcové soustavě souřadnic, kde odpovídá parametrizaci:
{\displaystyle r=a}
{\displaystyle \varphi =t}
{\displaystyle z=bt}

## Šroubovice v praxi
Tvar šroubovice je užívaný v praxi například pro závity nebo šroubovité pružiny, odpovídá tvaru zábradlí na točitém schodišti. Významná je také dvoušroubovice, dvojice šroubovic se stejnými parametry a stejnou osou po této ose vůči sobě posunutá – tuto podobu mají molekuly DNA.